# I liga polska w piłce siatkowej mężczyzn (2005/2006)
Do rozgrywek I ligi polskiej w piłce siatkowej mężczyzn sezonu 2005/2006 organizowane przez władze Polskiego Związku Piłki Siatkowej dopuszczonych zostało 15 drużyn.

## System rozgrywek
Zmagania toczą się dwuetapowo:

### Etap I (dwurundowa faza zasadnicza)
Przeprowadzona w formule ligowej, systemem kołowym (tj. "każdy z każdym - mecz i rewanż"). Faza zasadnicza, klasyfikacja generalna – uwzględnia wyniki wszystkich rozegranych meczów, łącznie z meczami rozegranymi awansem. Punktacja: 3 pkt za wygraną 3:0 i 3:1, 2 pkt za wygraną 3:2, 1 pkt za porażkę 2:3, 0 pkt za przegraną 1:3 i 0:3.
Kolejność w tabeli po każdej kolejce rozgrywek (tabela) ustalana jest według liczby zdobytych punktów meczowych. W przypadku równej liczby punktów meczowych o wyższym miejscu w tabeli decyduje:
1. liczba wygranych meczów
2. lepszy (wyższy) stosunek setów zdobytych do straconych
3. lepszy (wyższy) stosunek małych punktów zdobytych do małych punktów straconych

Jeżeli mimo zastosowania powyższych reguł nadal nie można ustalić kolejności, o wyższej pozycji w tabeli decydują wyniki meczów rozegranych pomiędzy zainteresowanymi drużynami w danym sezonie.

### Etap II (faza play-off / play-out)
Przeprowadzona w systemem pucharowym. Do fazy play-off przystąpią 4 najlepsze drużyny. Zespoły z miejsc 10-13 zagrają o utrzymanie (rundę play-out). Zespoły z miejsc 14-15 po rundzie zasadniczej bezpośrednio spadną z ligi.
Runda play-off
Runda 1
(O miejsca 1-4) - Drużyny z miejsc 1-4 zagrają o awans do finału rozgrywek. Drużyny grają do dwóch zwycięstw. Gospodarzami pierwszych spotkań będą zespoły, które po fazie zasadniczej rozgrywek zajęły wyższe miejsce w tabeli. Gospodarzami meczów rewanżowych będą zespoły, które po fazie zasadniczej zajęły niższe miejsce w tabeli. Jeżeli po zakończeniu drugiego spotkania stan rywalizacji w meczach będzie wynosił 1:1 to o wygraniu rywalizacji zadecyduje trzeci mecz rozegrany na parkiecie drużyny, która zajęła wyższe miejsce w tabeli po rundzie zasadniczej.
Runda 2
(O miejsca 3-4) - Przegrani meczów półfinałowych stoczą rywalizację do dwóch zwycięstw o 3. miejsce w klasyfikacji końcowej. Gospodarzami pierwszych spotkań będą zespoły, które po fazie zasadniczej rozgrywek zajęły wyższe miejsce w tabeli. Gospodarzami meczów rewanżowych będą zespoły, które po fazie zasadniczej zajęły niższe miejsce tabeli. Jeżeli po zakończeniu drugiego spotkania stan rywalizacji w meczach będzie wynosił 1:1 to o wygraniu rywalizacji zadecyduje trzeci mecz rozegrany na parkiecie drużyny, która zajęła wyższe miejsce w tabeli po rundzie zasadniczej. Przegrany zajmie 4. lokatę w rozgrywkach.
(O miejsca 1-2) - Zwycięzcy półfinałów zagrają o mistrzostwo I ligi. Drużyny grają do dwóch zwycięstw. Gospodarzami pierwszych spotkań będą zespoły, które po fazie zasadniczej rozgrywek zajęły wyższe miejsce w tabeli. Gospodarzami meczów rewanżowych będą zespoły, które po fazie zasadniczej zajęły niższe miejsce w tabeli. Jeżeli po zakończeniu drugiego spotkania stan rywalizacji w meczach będzie wynosił 1:1 to o wygraniu rywalizacji zadecyduje trzeci mecz rozegrany na parkiecie drużyny, która zajęła wyższe miejsce w tabeli po rundzie zasadniczej.
Runda play-out
(O utrzymanie) - Zespoły, które po zakończeniu rundy zasadniczej zajęły miejsca 10-13 zagrają o utrzymanie w I lidze. Drużyny z miejsc 10-13; 11-12 utworzą pary meczowe. Drużyny grają do dwóch zwycięstw. Gospodarzami pierwszych spotkań będą zespoły, które po fazie zasadniczej rozgrywek zajęły wyższe miejsce w tabeli. Gospodarzami meczów rewanżowych będą zespoły, które po fazie zasadniczej zajęły niższe miejsce w tabeli. Jeżeli po zakończeniu drugiego spotkania stan rywalizacji w meczach będzie wynosił 1:1 to o wygraniu rywalizacji zadecyduje trzeci mecz rozegrany na parkiecie drużyny, która zajęła wyższe miejsce w tabeli po rundzie zasadniczej. Zwycięzcy utrzymają się w I lidze, natomiast przegrani spadają do II ligi. 
(O miejsca 9-10) - Zwycięzcy meczów o utrzymanie (rundy play-out) zagrają o 9. lokatę w rozgrywkach. Drużyny grają do dwóch zwycięstw. Przegrany zajmie ostatecznie 10. lokatę w lidze.
O kolejności końcowej w przypadku odpadnięcia drużyn w tej samej rundzie i nie rozgrywania meczów o poszczególne miejsca decyduje kolejność po rundzie zasadniczej.
Według regulaminu, juniorzy ze Spały - mimo że przystępują do rozgrywek jako ich normalny uczestnik - nie podlegają ostatecznej weryfikacji, jak pozostałe kluby. Biorą oni udział wyłącznie w zasadniczej fazie sezonu (tj. mecz i rewanż - każdy z każdym) i niezależnie od miejsca zajętego w końcowej tabeli kończą udział w zmaganiach, pozostając na tym szczeblu przez kolejne sezony (dlatego nie mogą ani awansować do PLS, ani spaść do II ligi, ani nawet walczyć w turze play-off).

## Drużyny uczestniczące
| | Uczestnicy poprzedniej edycji |          |
| --- | ----------------------------- | -------- |
| BYD | Delecta Bydgoszcz             | 3        |
| RAD | Jadar Radom                   | 4        |
| MIĘ | MOW Orzeł Międzyrzecz         | 5        |
| BIE | BBTS Bielsko-Biała            | 6        |
| GOR | GTPS Gorzów Wielkopolski      | 7        |
| BEŁ | Skra II Bełchatów             | 8        |
| HAJ | Moderator Hajnówka            | 9        |
| ŚWI | Avia Świdnik                  | 10       |
| | Spadek z PLS                  |          |
| NYS | AZS PWSZ Nysa                 | 9        |
| RDL | Górnik Radlin                 | 10       |
| | Awans z II ligi               |          |
| SUL | STS Olimpia Sulęcin           | 1 (gr.1) |
| OZO | MKS Bzura Ozorków             | 1 (gr.2) |
| MŁA | Zawkrze AZS UWM Mława         | 1 (gr.3) |
| ENE | MCKiS Energetyk Jaworzno      | 1 (gr.4) |
| SMS | SMS PZPS Spała                | 8 (gr.2) |
| Oznaczenia: - kolumna pierwsza – skróty nazw drużyn wpisane na mapie (jeśli ta została zamieszczona), - kolumna trzecia – miejsce zajęte przez daną drużynę w poprzednim sezonie. |                               |          |

## Rozgrywki

### Faza zasadnicza

#### Tabela wyników
| Gospodarz \ Gość1        | RAD | BYD | NYS | ENE | ŚWI | BEŁ | HAJ | BIE | GOR | SUL | OZO | MŁA | SMS | RDL | MIĘ |
| Jadar Radom              |     | 3:0 | 3:1 | 3:1 | 3:0 | 2:3 | 3:0 | 3:0 | 3:1 | 0:3 | 3:0 | 3:0 | 2:3 | 3:0 | 3:0 |
| Delecta Bydgoszcz        | 3:1 |     | 0:3 | 2:3 | 3:1 | 3:0 | 3:1 | 3:2 | 3:1 | 3:0 | 3:1 | 3:1 | 3:0 | 3:0 | 3:1 |
| AZS PWSZ Nysa            | 2:3 | 3:1 |     | 3:1 | 2:3 | 3:2 | 3:1 | 3:2 | 3:2 | 3:0 | 3:0 | 1:3 | 3:1 | 3:1 | 3:1 |
| Energetyk Jaworzno       | 2:3 | 0:3 | 1:3 |     | 3:2 | 3:1 | 3:0 | 3:0 | 2:3 | 3:0 | 3:0 | 0:3 | 3:2 | 3:1 | 3:1 |
| Avia Świdnik             | 3:2 | 1:3 | 3:2 | 2:3 |     | 3:0 | 3:2 | 1:3 | 3:0 | 3:0 | 3:1 | 3:0 | 1:3 | 1:3 | 3:0 |
| Skra II Bełchatów        | 2:3 | 0:3 | 1:3 | 3:2 | 2:3 |     | 1:3 | 3:1 | 1:3 | 3:0 | 3:1 | 3:0 | 3:0 | 3:2 | 3:0 |
| Moderator Hajnówka       | 1:3 | 2:3 | 3:2 | 0:3 | 3:1 | 0:3 |     | 3:0 | 2:3 | 3:1 | 2:3 | 3:1 | 3:0 | 3:1 | 3:0 |
| BBTS Bielsko-Biała       | 1:3 | 3:1 | 1:3 | 3:2 | 3:1 | 2:3 | 1:3 |     | 2:3 | 3:2 | 3:2 | 3:0 | 3:0 | 3:0 | 3:1 |
| GTPS Gorzów Wielkopolski | 0:3 | 1:3 | 1:3 | 2:3 | 3:0 | 1:3 | 3:0 | 3:0 |     | 2:3 | 3:1 | 3:1 | 3:2 | 3:2 | 3:1 |
| STS Olimpia Sulęcin      | 1:3 | 0:3 | 1:3 | 3:2 | 1:3 | 3:2 | 0:3 | 3:1 | 3:0 |     | 3:0 | 3:2 | 3:2 | 3:2 | 1:3 |
| MKS Bzura Ozorków        | 3:0 | 2:3 | 0:3 | 2:3 | 2:3 | 0:3 | 3:1 | 3:1 | 3:1 | 3:1 |     | 2:3 | 2:3 | 2:3 | 3:1 |
| Zawkrze AZS UWM Mława    | 1:3 | 0:3 | 1:3 | 3:2 | 1:3 | 1:3 | 0:3 | 0:3 | 3:0 | 3:1 | 2:3 |     | 3:1 | 3:0 | 3:2 |
| SMS PZPS Spała           | 0:3 | 0:3 | 3:2 | 1:3 | 0:3 | 3:2 | 3:1 | 1:3 | 2:3 | 0:3 | 0:3 | 3:0 |     | 2:3 | 2:3 |
| Górnik Radlin            | 1:3 | 2:3 | 0:3 | 0:3 | 2:3 | 1:3 | 1:3 | 1:3 | 3:0 | 1:3 | 3:1 | 3:1 | 1:3 |     | 3:1 |
| MOW Orzeł Międzyrzecz    | 0:3 | 0:3 | 1:3 | 3:0 | 0:3 | 3:1 | 1:3 | 1:3 | 3:0 | 2:3 | 3:1 | 1:3 | 3:2 | 2:3 |     |

#### Tabela
| Lp. | Drużyna                  | Pkt | Mecze | Mecze | Mecze | Rodzaj wyniku | Rodzaj wyniku | Rodzaj wyniku | Rodzaj wyniku | Rodzaj wyniku | Rodzaj wyniku | Sety | Sety | Sety  | Małe punkty | Małe punkty | Małe punkty |
| Lp. | Drużyna                  | Pkt | M     | W     | P     | 3:0           | 3:1           | 3:2           | 2:3           | 1:3           | 0:3           | wyg. | prz. | stos. | zdob.       | str.        | stos.       |
| --- | ------------------------ | --- | ----- | ----- | ----- | ------------- | ------------- | ------------- | ------------- | ------------- | ------------- | ---- | ---- | ----- | ----------- | ----------- | ----------- |
| 1   | Jadar Radom              | 66  | 28    | 22    | 6     | 11            | 8             | 3             | 3             | 1             | 2             | 73   | 32   | 2.28  | 2458        | 2174        | 1.13        |
| 2   | Delecta Bydgoszcz        | 66  | 28    | 23    | 5     | 10            | 9             | 4             | 1             | 2             | 2             | 73   | 32   | 2.28  | 2463        | 2210        | 1.11        |
| 3   | AZS PWSZ Nysa            | 65  | 28    | 21    | 7     | 5             | 13            | 3             | 5             | 2             | 0             | 75   | 40   | 1.88  | 2675        | 2475        | 1.08        |
| 4   | MCKiS Energetyk Jaworzno | 48  | 28    | 16    | 12    | 6             | 4             | 6             | 6             | 3             | 3             | 63   | 52   | 1.21  | 2582        | 2548        | 1.01        |
| 5   | Avia Świdnik             | 46  | 28    | 17    | 11    | 7             | 3             | 7             | 2             | 7             | 2             | 62   | 50   | 1.24  | 2512        | 2441        | 1.03        |
| 6   | Skra II Bełchatów        | 46  | 28    | 15    | 13    | 6             | 5             | 4             | 5             | 5             | 3             | 60   | 52   | 1.15  | 2504        | 2433        | 1.03        |
| 7   | Moderator Hajnówka       | 45  | 28    | 14    | 14    | 5             | 8             | 1             | 4             | 5             | 5             | 55   | 52   | 1.06  | 2438        | 2350        | 1.04        |
| 8   | BBTS Bielsko-Biała       | 43  | 28    | 14    | 14    | 4             | 7             | 3             | 4             | 6             | 4             | 56   | 55   | 1.02  | 2484        | 2504        | 0.99        |
| 9   | GTPS Gorzów Wielkopolski | 36  | 28    | 13    | 15    | 3             | 4             | 6             | 3             | 6             | 6             | 51   | 61   | 0.84  | 2461        | 2496        | 0.99        |
| 10  | STS Olimpia Sulęcin      | 33  | 28    | 13    | 15    | 4             | 2             | 7             | 1             | 7             | 7             | 48   | 61   | 0.79  | 2346        | 2440        | 0.96        |
| 11  | MKS Bzura Ozorków        | 32  | 28    | 9     | 19    | 2             | 5             | 2             | 7             | 6             | 6             | 47   | 66   | 0.71  | 2396        | 2520        | 0.95        |
| 12  | Zawkrze AZS UWM Mława    | 29  | 28    | 10    | 18    | 3             | 4             | 3             | 2             | 8             | 8             | 42   | 64   | 0.66  | 2296        | 2461        | 0.93        |
| 13  | SMS PZPS Spała           | 27  | 28    | 8     | 20    | 1             | 3             | 4             | 7             | 4             | 9             | 42   | 71   | 0.59  | 2403        | 2602        | 0.92        |
| 14  | Górnik Radlin            | 26  | 28    | 8     | 20    | 1             | 4             | 3             | 5             | 9             | 6             | 43   | 70   | 0.61  | 2465        | 2575        | 0.96        |
| 15  | MOW Orzeł Międzyrzecz    | 22  | 28    | 7     | 21    | 2             | 3             | 2             | 3             | 11            | 7             | 38   | 70   | 0.54  | 2258        | 2512        | 0.9         |

Źródło: 
Punktacja: 3:0 i 3:1 – 3 pkt; 3:2 – 2 pkt; 2:3 – 1 pkt; 1:3 i 0:3 – 0 pkt
Zasady ustalania kolejności: 1. liczba punktów; 2. bilans setów; 3. bilans małych punktów; 4. bilans w bezpośrednich meczach
     play-off
     play-out
     spadek

### Faza play-off

#### Półfinały
(do 2 zwycięstw)
| Data       | Drużyna 1                | Wynik | Drużyna 2                | Sety                              |
| ---------- | ------------------------ | ----- | ------------------------ | --------------------------------- |
| 25.03.2006 | Jadar Radom              | 2:3   | MCKiS Energetyk Jaworzno | 27:25, 22:25, 25:17, 21:25, 10:15 |
| 29.03.2006 | MCKiS Energetyk Jaworzno | 0:3   | Jadar Radom              | 19:25, 20:25, 19:25               |
| 01.04.2006 | Jadar Radom              | 3:0   | MCKiS Energetyk Jaworzno | 25:15, 25:19, 25:18               |
|            |                          |       |                          |                                   |
| 27.03.2006 | Delecta Bydgoszcz        | 3:0   | AZS PWSZ Nysa            | 25:22, 25:21, 25:23               |
| 30.03.2006 | AZS PWSZ Nysa            | 3:2   | Delecta Bydgoszcz        | 25:18, 17:25, 25:21, 25:21, 23:21 |
| 02.04.2006 | Delecta Bydgoszcz        | 3:0   | AZS PWSZ Nysa            | 25:16, 25:18, 25:20               |

#### Mecz o 3. miejsce
(do 2 zwycięstw)
| Data       | Drużyna 1                | Wynik | Drużyna 2                | Sety                              |
| ---------- | ------------------------ | ----- | ------------------------ | --------------------------------- |
| 05.04.2006 | AZS PWSZ Nysa            | 3:0   | MCKiS Energetyk Jaworzno | 25:21, 25:19, 25:15               |
| 10.04.2006 | MCKiS Energetyk Jaworzno | 3:2   | AZS PWSZ Nysa            | 23:25, 33:31, 26:28, 25:19, 15:11 |
| 13.04.2006 | AZS PWSZ Nysa            | 3:0   | MCKiS Energetyk Jaworzno | 25:17, 25:19, 27:25               |

#### Finał
(do 2 zwycięstw)
| Data       | Drużyna 1         | Wynik | Drużyna 2         | Sety                              |
| ---------- | ----------------- | ----- | ----------------- | --------------------------------- |
| 05.04.2006 | Jadar Radom       | 3:2   | Delecta Bydgoszcz | 25:13, 17:25, 25:22, 22:25, 15:13 |
| 10.04.2006 | Delecta Bydgoszcz | 3:1   | Jadar Radom       | 25:22, 25:13, 23:25, 26:24        |
| 13.04.2006 | Jadar Radom       | 3:2   | Delecta Bydgoszcz | 16:25, 25:17, 25:22, 25:27, 15:13 |

### Faza play-out

#### Mecze o miejsca 9-12
(do 2 zwycięstw)
| Data       | Drużyna 1                | Wynik | Drużyna 2                | Sety                              |
| ---------- | ------------------------ | ----- | ------------------------ | --------------------------------- |
| 25.03.2006 | GTPS Gorzów Wielkopolski | 3:0   | Zawkrze AZS UWM Mława    | 25:16, 25:12, 25:11               |
| 29.03.2006 | Zawkrze AZS UWM Mława    | 2:3   | GTPS Gorzów Wielkopolski | 26:24, 22:25, 19:25, 25:18, 12:15 |
|            |                          |       |                          |                                   |
| 25.03.2006 | STS Olimpia Sulęcin      | 3:2   | MKS Bzura Ozorków        | 25:16, 25:16, 21:25, 21:25, 15:8  |
| 29.03.2006 | MKS Bzura Ozorków        | 3:1   | STS Olimpia Sulęcin      | 25:23, 19:25, 25:23, 25:22        |
| 01.04.2006 | STS Olimpia Sulęcin      | 2:3   | MKS Bzura Ozorków        | 25:16, 21:25, 19:25, 25:19, 13:15 |

#### Mecz o 9. miejsce
(do 2 zwycięstw)
| Data       | Drużyna 1         | Wynik | Drużyna 2                | Sety                |
| ---------- | ----------------- | ----- | ------------------------ | ------------------- |
| 29.04.2006 | MKS Bzura Ozorków | 3:0   | GTPS Gorzów Wielkopolski | 25:20, 25:23, 31:29 |
| 29.04.2006 | MKS Bzura Ozorków | 3:0   | GTPS Gorzów Wielkopolski | 25:19, 25:17, 25:19 |

## Klasyfikacja końcowa
| Lp. | Drużyna                  |
| --- | ------------------------ |
| 1   | Jadar Radom              |
| 2   | Delecta Bydgoszcz        |
| 3   | AZS PWSZ Nysa            |
| 4   | MCKiS Energetyk Jaworzno |
| 5   | Avia Świdnik             |
| 6   | Skra II Bełchatów        |
| 7   | Moderator Hajnówka       |
| 8   | BBTS Bielsko-Biała       |
| 9   | MKS Bzura Ozorków        |
| 10  | GTPS Gorzów Wielkopolski |
| 11  | STS Olimpia Sulęcin      |
| 12  | Zawkrze AZS UWM Mława    |
| 13  | Górnik Radlin            |
| 14  | MOW Orzeł Międzyrzecz    |
| 15  | SMS PZPS Spała           |

     awans do PLS
     baraże o PLS
     spadek do II ligi